# Arafo
Arafo – gmina w Hiszpanii, w prowincji Santa Cruz de Tenerife, we wspólnocie autonomicznej Wysp Kanaryjskich, o powierzchni 34,27 km². W 2011 roku gmina liczyła 5507 mieszkańców.